# Svenska Gymnastikförbundet
Svenska Gymnastikförbundet är det svenska specialidrottsförbundet för gymnastik, bildat 1904 och invalt i Riksidrottsförbundet samma år. 
Förbundets kansli ligger i Idrottens hus i Stockholm. Förbundets ordförande är Suzanne Lundvall och generalsekreterare är Catharina Espmark. Förbundet äger folkhögskolan Lillsved.

## Historia
Vid en internationell gymnastikfest i Stockholm i maj 1891 stiftades Svenska Gymnastikförbundet med Viktor Balck som en av initiativtagarna. I januari 1893 antogs stadgar. 1896 bytte man namn till Svenska Gymnastik- och Idrottsförbundet.
Förbundet tillhörde de drivande krafterna bakom bildandet av Svenska gymnastik- och idrottsföreningarnas riksförbund (nuvarande Riksidrottsförbundet) 1903. Förbundet upplöstes i samband med RF:s bildande men återuppstod året därpå som Svenska Gymnastikförbundet.
En av förbundets mest kända frontfigurer under 1920- och 1930-talen var gymnastikdirektör Jan Ottosson.

## Källhänvisningar
1. ↑  Kihlmark 2010, s. 9
2. ↑  Gymnastik.se: Kotntakt Arkiverad 29 oktober 2016 hämtat från the Wayback Machine., läst 30 oktober 2016
3. ↑  ”Lillsved”. www.gymnastik.se. Arkiverad från originalet den 28 november 2020. https://web.archive.org/web/20201128132314/https://www.gymnastik.se/gymnastikforbundet/Samarbetspartners/Lillsved/. Läst 3 december 2020.
4. ↑  Olof Kihlmark/Thomas Widlund (2010): "Svenska Gymnastikförbundets historia". gymnastik.se
5. ↑  Svenska gymnastik (och idrotts-) förbundet Arkiverad 17 april 2018 hämtat från the Wayback Machine. Riksarkivet
6. ↑  ””Gymnastik för alla!” förverkligas”. SvD 7/10-1934.
7. ↑  Holmström, Agne (1935). Riksföreningens för Gymnastikens Främjande – Årsbok 1935. sid. 191-200